# Trox squamosus
Trox squamosus är en skalbaggsart som beskrevs av Macleay 1872. Trox squamosus ingår i släktet Trox och familjen knotbaggar. Inga underarter finns listade i Catalogue of Life.